# Cayo Chapel

Cayo Chapel o Cayo Capilla (en inglés: Caye Chapel) es una pequeña isla de Belice, 16 millas al noreste de la ciudad de Belice y a 3 millas (4,8 km) al sur de Cayo Caulker.

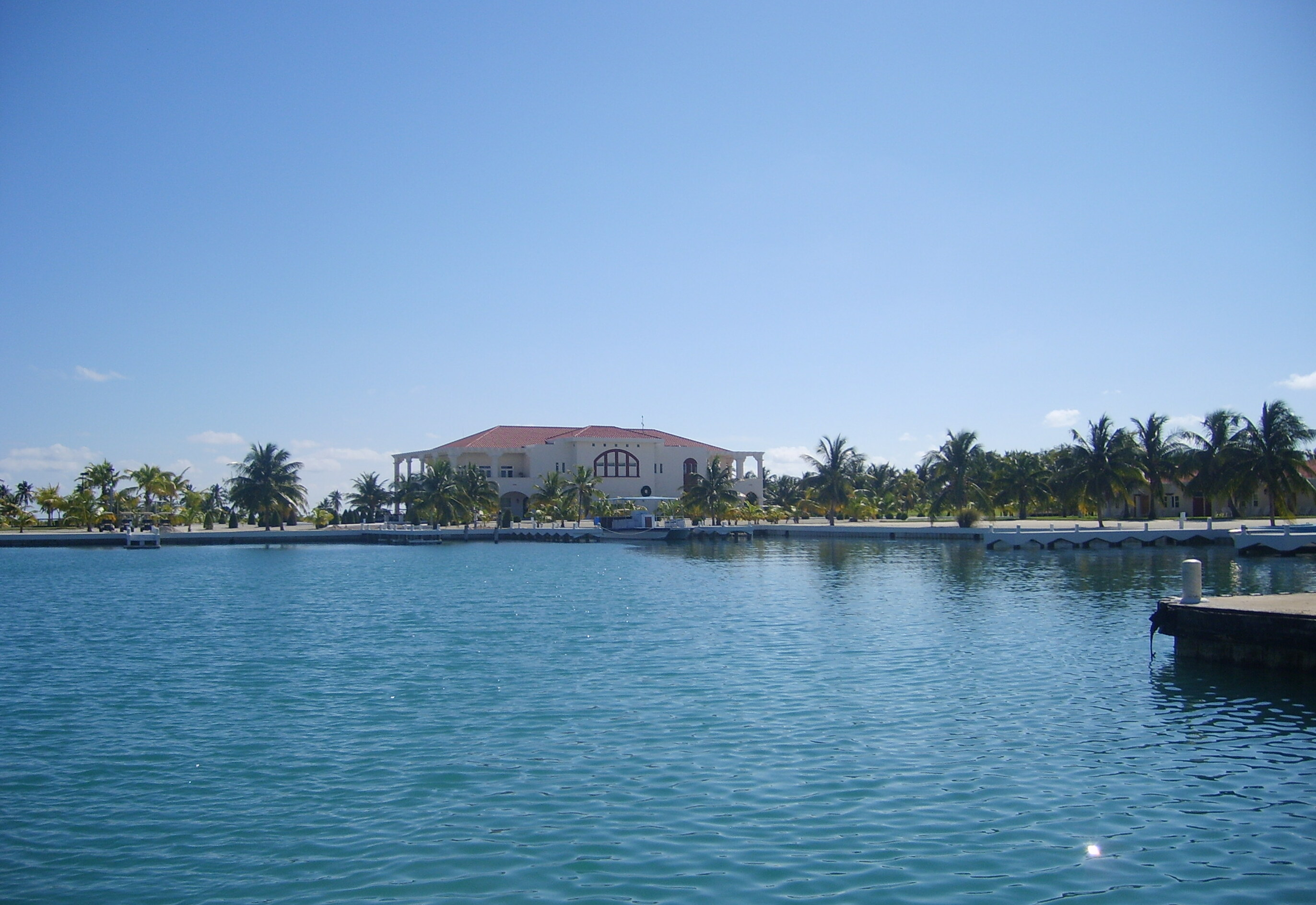
Cayo Chapel desde un bote.

En comparación con otros cayos e islas típicamente rurales en los alrededores, es una zona exclusiva, entre otras cosas por contar con un campo de golf de 18 hoyos, de 25000 pies cuadrados, una casa club e instalaciones para conferencias.
Hay excelentes condiciones para el buceo alrededor de la isla. Se puede caminar desde la puerta de las casa al mar y ver muchos peces y criaturas del área caribeña. La pesca en el muelle cercana es una actividad que destaca además.
Cayo Chapel es un lugar excelente también para realizar bodas.